# Eurypyle fils d'Évémon
Pour les articles homonymes, voir Eurypyle.
Dans la mythologie grecque, Eurypyle (en grec ancien Εὐρύπυλος / Eurúpulos) est un héros thessalien, fils d'Évémon,, et donc arrière-arrière-petit-fils d'Éole.

## Mythe
Il apparaît dans le Catalogue des vaisseaux, où il mène 40 nefs de Thessaliens à Troie (des cités d'Orménion et Astérion). Dans l’Iliade, il s'illustre au combat en tuant successivement Hypsénor, Mélanthios et Apisaon. Il est lui-même blessé par Pâris mais secouru par Patrocle.
Dans la Petite Iliade, il tue également Axion, fils de Priam. Il apparait aussi dans l’Énéide, au cours du récit fictif de Sinon.